# Alexandru Rusu
Alexandru Rusu (22. listopadu 1884, Șăulia – 9. května 1963, Gherla) byl rumunský řeckokatolický duchovní, biskup maramureșský. Katolická církev jej uctívá jako blahoslaveného mučedníka.

## Život
Narodil se dne 22. listopadu 1884 v obci Șăulia do rodiny řeckokatolického kněze Vasile Rusu a jeho manželky Rozaliei. Roku 1910 získal doktorát z teologie na Univerzitě Loránda Eötvöse v Budapešti
Dne 20. července 1910 byl biskupem Victorem Mihaly de Apșa vysvěcen na kněze. Poté učil na školách v Blaji. Roku 1920 byl jmenován metropolitním sekretářem a roku 1923 kanovníkem metropolitní kapituly. Mezi lety 1925–1930 byl působil jako rektor teologické akademie v Blaji. Mimo to pracoval jako redaktor časopisu.
Mezi lety 1918–1920 zastával funkci generálního tajemníka v nově vzniklé Správní radě Transylvánie, Banátu a rumunských zemí v Maďarsku.
Dne 17. října 1930 jej papež Pius XI. jmenoval biskupem nově vzniklé maramureșské eparchie. Biskupské svěcení přijal dne 30. ledna 1931 od biskupa Vasile Suciu v katedrále Nejsvětější Trojice v Blaji. Spolusvětitely byli biskupové bl. Iuliu Hossu a Alexandru Nicolescu. Slavnostně uveden do úřadu byl dne 2. února 1931.
Roku 1946 byl jmenován do funkce metropolity rumunské řeckokatolické církve. Nový komunistický režim mu však nepovolil převzít úřad, který byl poté až do roku 1990 neobsazen.
Roku 1948 byla řeckokatolická církev v rumunskou vládou zakázána a on byl spolu s ostatními duchovními, kteří odmítli přestoupit do rumunské pravoslavné církve řízené státní mocí uvězněn. Roku 1957 byl odsouzen k 25 letům nucených prací.
Zemřel po prodělané nemoci ledvin dne 9. května 1963 ve městě Gherla. Zde byl i (bez náboženských obřadů) pohřben. Místo jeho posledního odpočinku bylo následně rozoráno, aby se nestalo terčem úcty.

## Úcta
Jeho beatifikační proces byl zahájen dne 28. ledna 1997, čímž obdržel titul služebník Boží. Dne 19. března 2019 podepsal papež František dekret o jeho mučednictví.
Blahořečen byl spolu s několika dalšími rumunskými biskupy a mučedníky dne 2. června 2019 ve městě Blaj. Obřadu předsedal během své návštěvy Rumunska papež František.
Jeho památka je připomínána 2. června. Je zobrazován v biskupském rouchu.